# محلول ملحي (طب)
| link = | هذه المقالة يمكن توسيعها اعتمادا على الترجمة في ويكيبيديا الإنجليزية. اضغط [هنا] للتعليمات. - تُعدُّ الترجمةُ الآليةُ من كوكل بمثابةِ نقطةِ انطلاقٍ مُفيدةٍ للترجمات، ولكن يَجبُ على المُترجمينَ مُراجعةُ الأخطاءِ الّتي قد تُصاحبُ الترجمةَ حسبَ الضرورة، والتأكيد على دقةِ الترجمة، بدلاً من مجردِ نسخِ النصِّ المُترجمِ آلياً إلى ويكيبيديا. - لا تُترجمِ النصَّ الذي يبدو غيرَ موثوقٍ أو مُنخفضَ الجودة. تَحقِّقْ من النص بالتأكدِ من المَراجعِ الواردةِ في المقالةِ باللغةِ الأجنبية «إذا كان ذلك مُمكناً». - يجب إضافة قالب {{صفحة مترجمة}} بعد الترجمة إلى صفحة نقاش المقالة لضمان الامتثال لحقوق النشر. - لمزيد من الإرشاد، انظر ويكيبيديا:ترجمة مقالات إلى العربية. |

المحلول الملحي هو محلول يتكون من كلوريد الصوديوم في الماء، ولديه عدد من الاستخدامات في مجال الطب، حيث يمكن استخدامه موضعيا لتنظيف الجروح، والمساعدة في إزالة العدسات اللاصقة، وفي التهاب القرنية والملتحمة الجاف. كما يُستخدم المحلول الملحي عن طريق الحقن الوريدي لعلاج الجفاف الناتج عن حالات مثل التهاب المعدة والأمعاء والحماض الكيتوني السكري. كما يستخدم لتخفيف الأدوية الأخرى التي تعطى عن طريق الحقن.
استخدام محلول الملح بكميات كبيرة قد يؤدي إلى فرط حجم الدم، والاستسقاء، والحماض، وفرط صوديوم الدم. كما أن استخدام المحلول الملحي على المدى الطويل في أولئك الذين يعانون من انخفاض الصوديوم في الدم قد يؤدي إلى متلازمة تحلل الميالين الجسري المركزي. ينتمي المحلول الملحي لعائلة البلوريات. ويعتبر التركيز الأكثر استخدامًا هو 9 جرام من الملح المعقم لكل لتر من الماء (0.9٪)، والمعروف بالمحلول الملحي العادي (بالإنجليزية: normal saline)‏. كما تُستخدم أيضا التركيزات الأعلى والأدنى من حين لآخر. وتكون قيمة الأس الهيدروجيني لمحلول الملح 5.5 مما يجعله حامضيًا.
بدأ الاستخدام الطبي للمحلول الملحي حوالي عام 1831. وهو موجود في قائمة الأدوية الأساسية النموذجية لمنظمة الصحة العالمية، والتي تحتوي على الأدوية الأكثر فعالية والآمنة التي يحتاجها نظام الرعاية الصحية. تبلغ تكلفة الجملة للمحلول الملحي العادي في العالم النامي حوالي من 0.60 إلى 4.20 دولار أمريكي لكل لتر.

## التركيزات

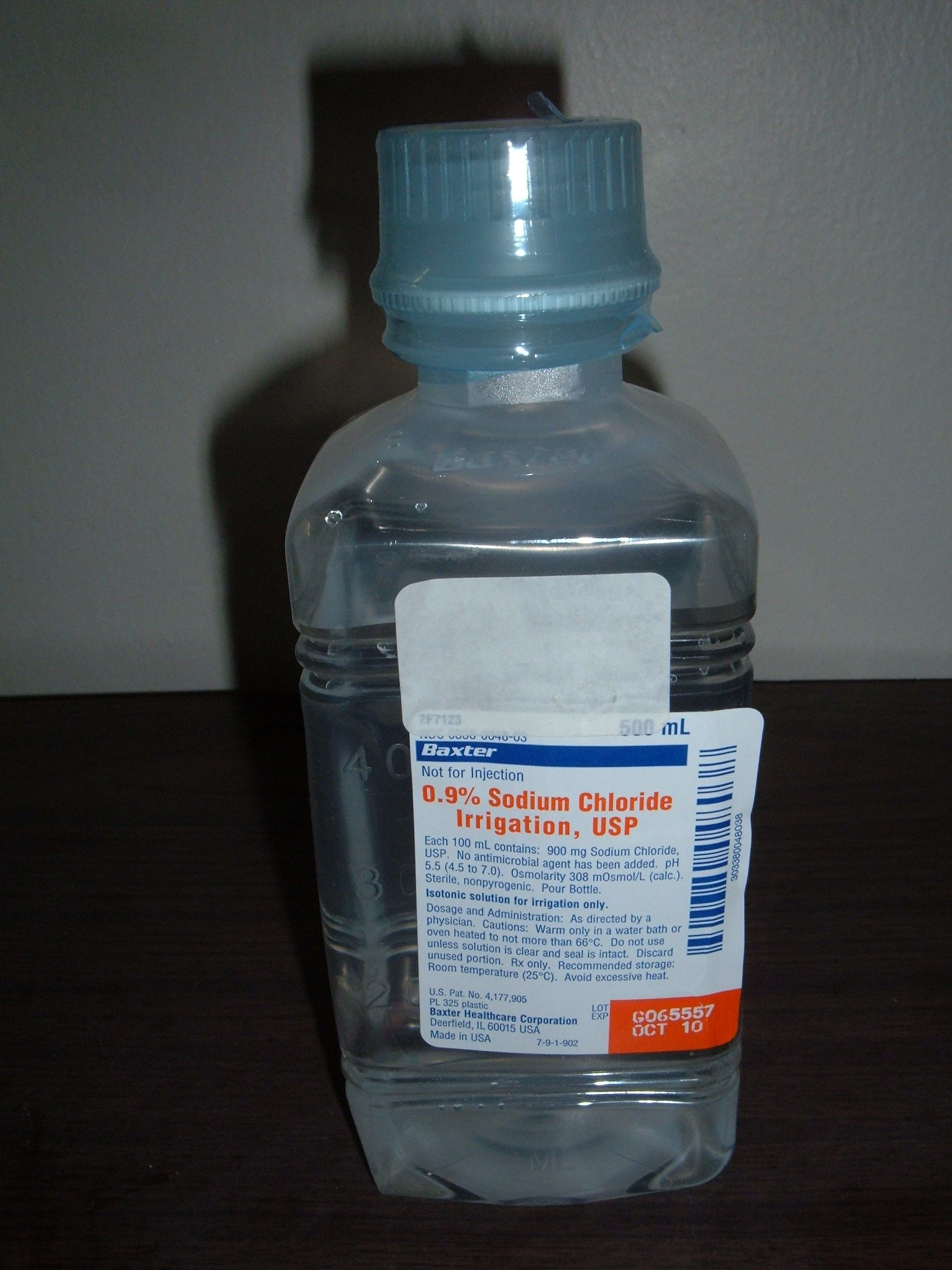
محلول ملحي للتطهير. يستخدم هذا النوع لتطهير الجروح والأنسجة وتجويفات الجسم والمثانات. لا ينبغي استخدامه عن طريق الوريد.

تختلف تركيزات المحلول الملحي من تركيزات منخفضة إلى تركيزات عادية ومرتقعة. وَيَنْدُر استخدام التركيزات المرتفعة في الطب ولكنها تُستخدم في كثير من الأحيان في البيولوجيا الجزيئية.

### المحلول الملحي العادي
«المحلول العادي» عبارة شائعة الاستخدام تشير لمحلول 0.90٪ تركيز الكتلة من كلوريد الصوديوم. كما يشار له أيضا (بشكل أقل شيوعا) بعبارة «المحلول الفسيولوجي» أو «المحلول متساوي التوتر» (لأنه يقترب من قرب تساوي التوتر؛ على الرغم من أن أيا من هذه العبارات غير دقيق تقنيًا (لأن المحلول الملحي العادي ليس بالضبط مثل مصل الدم)، إلا أنه ينقل التأثير العملي المعتاد: توازن جيد في السوائل بأقل حد من التوتر أو فرط التوتر. يتم استخدام المحلول العادي بشكل متكرر عن طريق التقطير الوريدي للمرضى الذين لا يستطيعون تناول السوائل عن طريق الفم أو يواجهون خطر الإصابة بالجفاف أو نقص حجم الدم. كما يستخدم المحلول الملحي أيضا لغرض التعقيم، وعادةً ما يكون أول سائل يستخدم عندما يكون نقص حجم الدم شديدًا بما يكفي لتهديد كفاية الدورة الدموية، ويُعتقد منذ فترة طويلة أنه من السوائل الأكثر أمانًا لإعطاء كميات كبيرة بسرعة. ومع ذلك، فمن المعروف الآن أن التسريب السريع للمحلول الملحي يمكن أن يسبب الحماض الأيضي.
يذاب 9 غرامات من كلوريد الصوديوم في الماء، بحجم إجمالي 1000 مل. وتكون كتلة 1 مللتر من المحلول الملحي العادي هي 1.0046 غرام عند 22 درجة مئوية. يبلغ الوزن الجزيئي لكلوريد الصوديوم حوالي 58.5 جرامًا لكل مول، لذلك فإن 58.5 جرامًا من كلوريد الصوديوم تساوي 1 مولًا. بما أن المحلول الملحي العادي يحتوي على 9 غرام من كلوريد الصوديوم، فإن التركيز هو 9 غرامات لكل لتر مقسوما على 58.5 جرام لكل مول، أو 0.154 مول لكل لتر.

### الاستخدام
يُستخدم المحلول الملحي لأغراض طبية مثل لتطهير الجروح والخدوش الجلدية، ولا يتسبب في حرقان أو لسع عند استخدامه.
يستخدم المحلول الملحي أيضًا في العلاج الوريدي، حيث يضيف عن طريق الوريد المزيد من المياه لإعادة ارواء المرضى أو توفير الاحتياجات اليومية من الماء والملح للمريض غير القادر على تناولهما عن طريق الفم. ونظرا لأن التقطير الوريدي للمحلول منخفض الأسمولية يمكن أن يسبب مشاكل مثل انحلال الدم، فإن المحاليل الوريدية ذات التركيزات الملحية المنخفضة عادة ما يكون معها سكر الدكستروز (الجلوكوز) المضاف للحفاظ على الأسمولية الآمنة مع الإمداد بكمية أقل من كلوريد الصوديوم.
تعتمد كمية المحلول الملحي الطبيعي المستخدم عن طريق الوريد على احتياجات المريض (مثل الإسهال المستمر أو قصور القلب).
غالبًا ما يستخدم المحلول الملحي أيضًا في غسل الأنف لتخفيف بعض أعراض نزلات البرد. كما أن له تأثيرًا ملينًا وملطفا على المخاط لتسهيل إخراجه ومسح الممرات الأنفية لكل من الرضع والبالغين، وفي هذه الحالة يمكن استخدام المحلول الملحي «منزلي الصنع»: ويتم ذلك عن طريق إذابة حوالي نصف ملعقة صغيرة من ملح الطعام في 240 مل من ماء الصنبور النظيف.

### العيون
قطرات العين هي قطرات تحتوي على محلول ملحي تستخدم في العين. اعتمادا على الحالة التي يتم علاجها فقد تحتوي على ستيرويدات، مضادات الهيستامين، محاكي الودي، حاصرات مستقبلات بيتا، بروستاغلاندين، دواء محاكي اللاودي، مضادات الالتهاب غير الستيرويدية، المضادات الحيوية أو المخدرات الموضعية. في بعض الأحيان لا تحتوي قطرات العين على أدوية ويوجد فيها فقط محاليل لتزييت العين وكبديل للدموع.

### محلول ملحي عالي التوترية
المحلول الملحي عالي التوترية - تعتبر محلول الملح ذو تركيز 7٪ عامل مخاطي، ولذلك يستخدم في ترطيب الإفرازات السميكة (المخاط) لتسهيل عملية سعال (طرد) هذه الإفرازات للخارج. كما يستخدم تركيز 3 ٪ في إعدادات الرعاية الحرجة، وزيادة الضغط الحاد داخل الجمجمة، أو النقص الشديد في صوديوم الدم. كما تبين أن استنشاق المحلول الملحي عالي التوتر يساعد في مشاكل تنفسية أخرى، وخاصة التهاب القصيبات. يوصى باستخدام المحلول الملحي عالي التوتر من قبل مؤسسة التليف الكيسي كجزء أساسي من نظام علاج التليف الكيسي.
محلول 11 ٪ من زيليتولول مع 0.65 ٪ محلول ملحي يحفز غسل البلعوم الأنفي وله تأثير على البكتيريا المسببة لأمراض الأنف. وقد استخدم هذا في الطب التكميلي والبديل.

### تركيزات أخرى
ويستخدم في العمليات الجراحية وتصفية الكلى.

### محاليل أقل تركيزًا
تشمل التركيزات الأخرى شائعة الاستخدام ما يلي:
- يحتوي المحلول الملحي نصف العادي (0.45 ٪ كلوريد صوديوم)، وغالبا معه د5 ٪ ديكستروز)
- يحتوي المحلول الملحي ربع العادي (0.22٪ كلوريد صوديوم) على 39 ميكروغرام / لتر من الصوديوم والكلور ويحتوي دائما على 5٪ دكستروز لأسباب أسموزية. يمكن استخدامه وحده في وحدات العناية المركزة للأطفال.

## محاليل مع مكونات إضافية

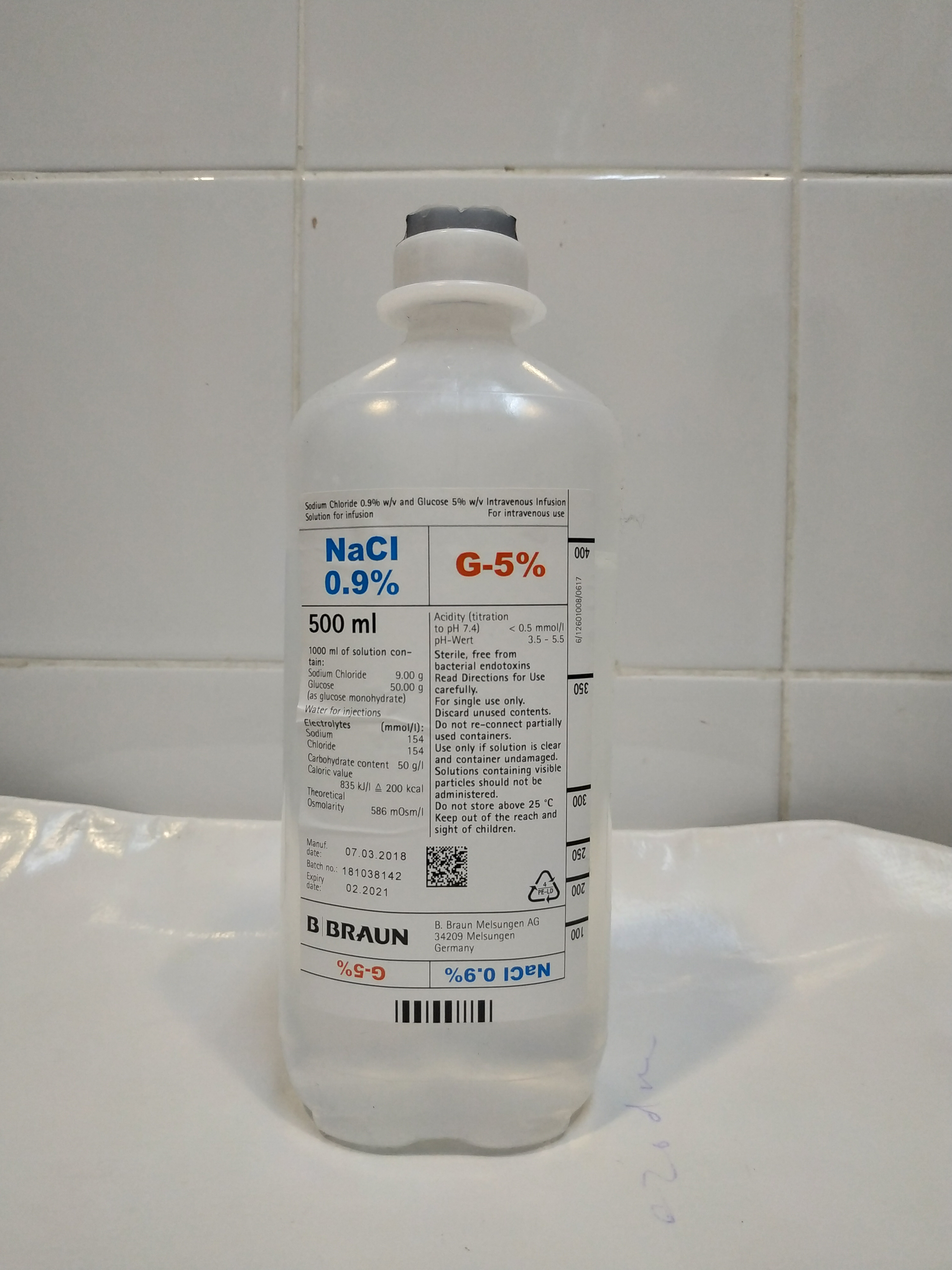
محلول سكر (5%) وملحي (0.9%)

في الطب تشمل الأنواع الشائعة من محاليل الملح:
- محلول رينغر اللاكتاتي
- محلول رينجر الأسيتاتي (Acetated Ringer's solution)
- محلول الجفاف الفموي
- محاليل السكر الوريدية
- محلول رينغر
  - 5% الدكستروز في محلول ملح عادي (normal saline) — (D5NS)
  - 10% الدكستروز في محلول ملح عادي (normal saline) — (D10NS)
  - 5% الدكستروز في محلول ملح نصف عادي (half-normal saline) — (D5HNS)
  - 10% الدكستروز في محلول ملح نصف عادي (half-normal saline) — (D10HNS)

بجانب أنواع أخرى تستخدم في بيولوجيا الخلية.

## المجتمع والثقافة
استخدم ماء جوز الهند بدلا من المحلول الملحي العادي في مناطق لا تصل إليها المحاليل الملحية. ومع ذلك، لم يتم دراسة الأمر بشكل جيد.

## معرض صور

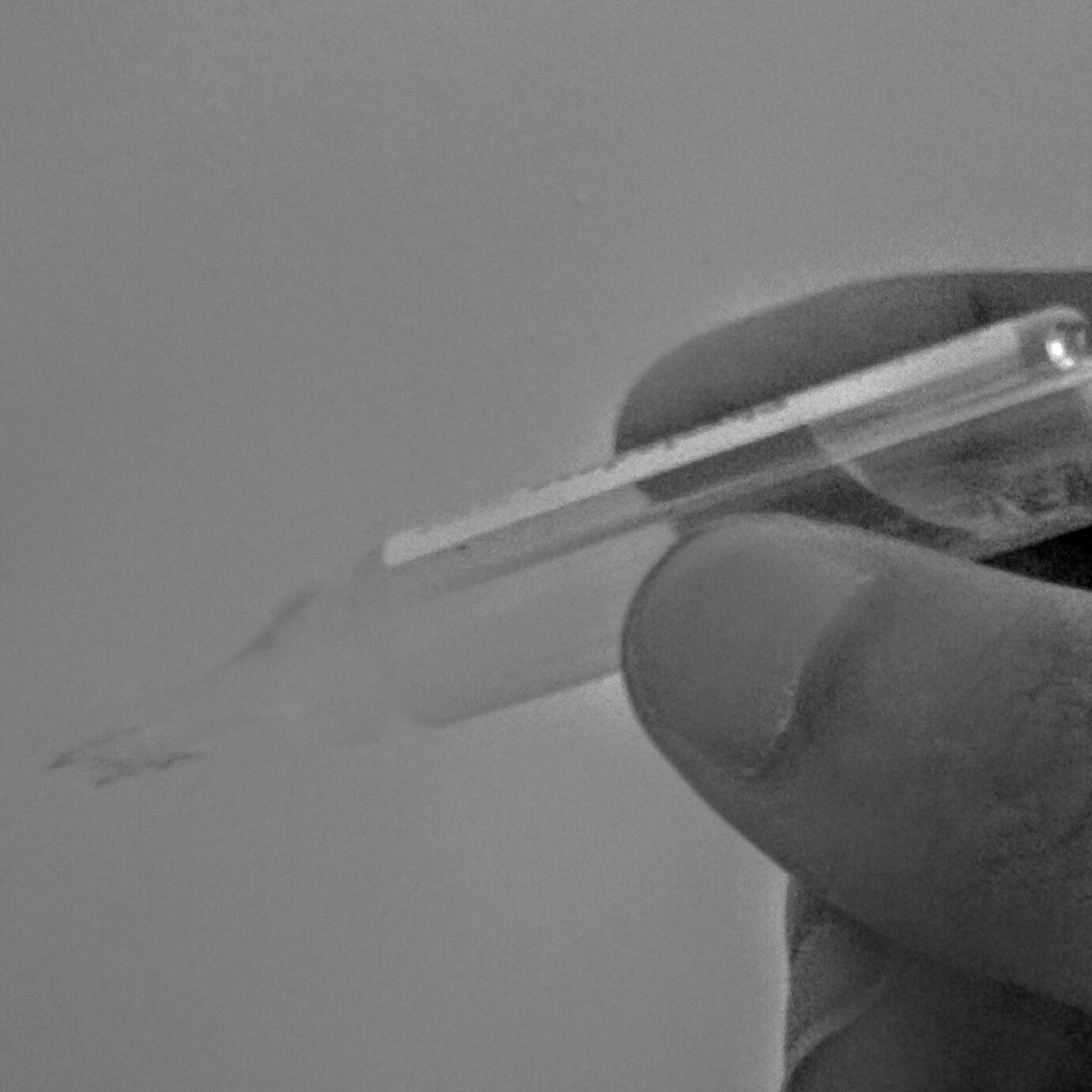
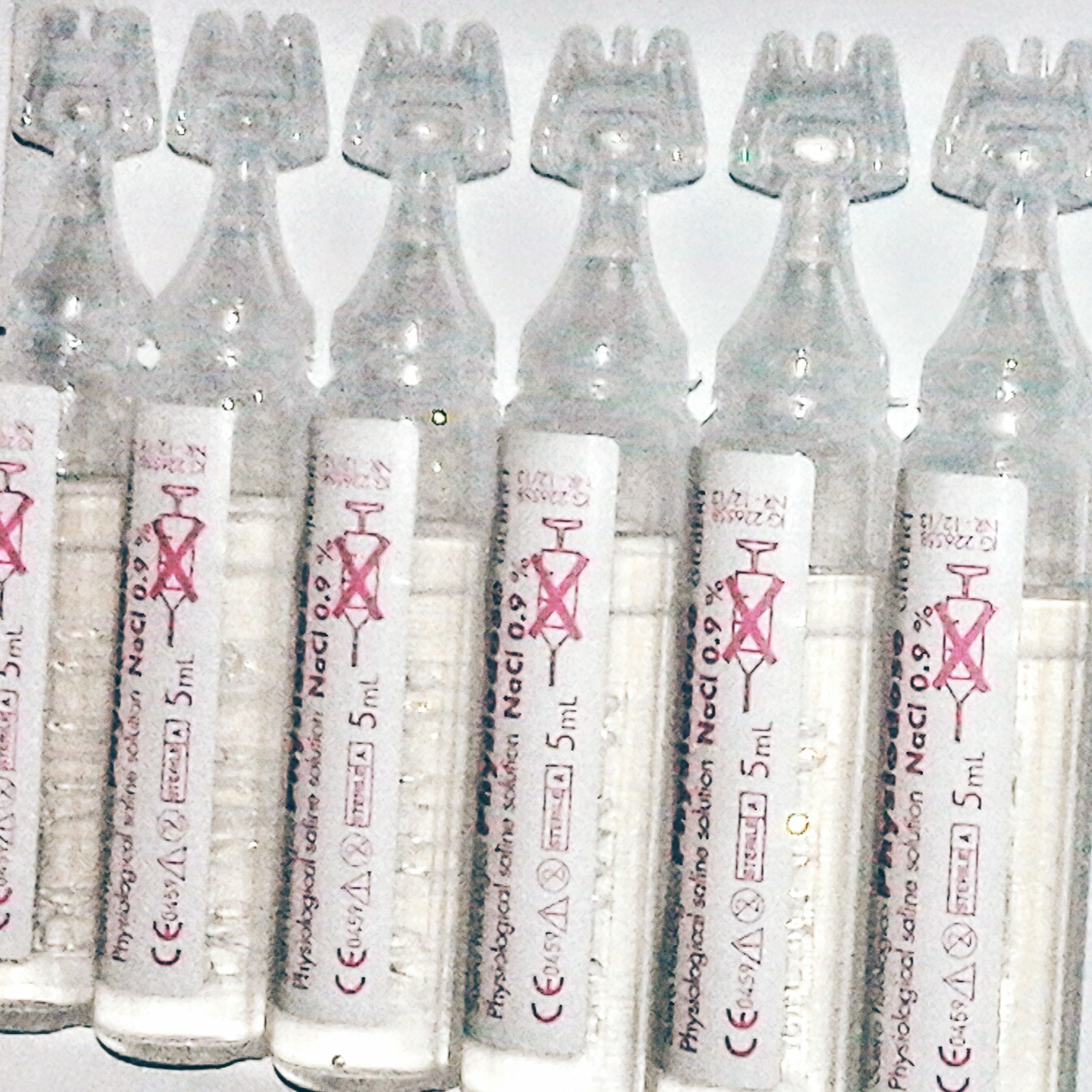
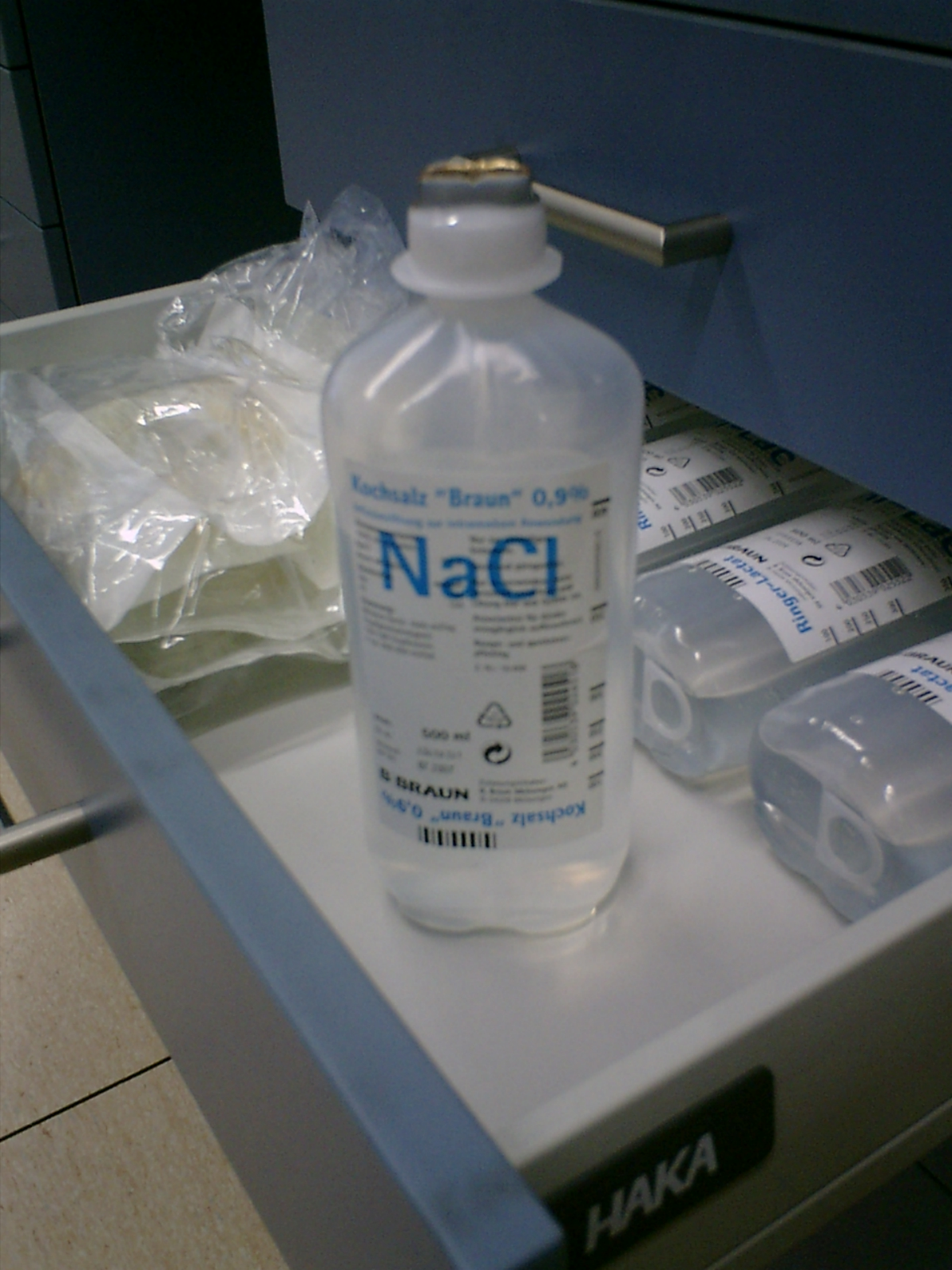
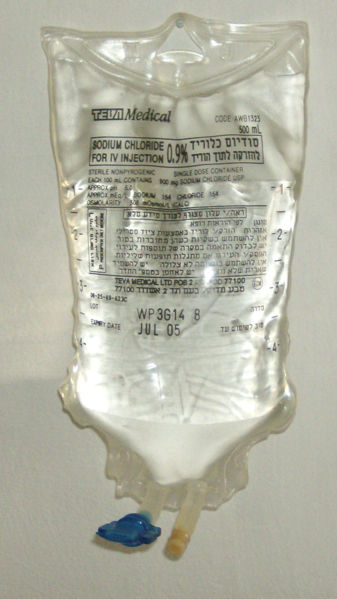
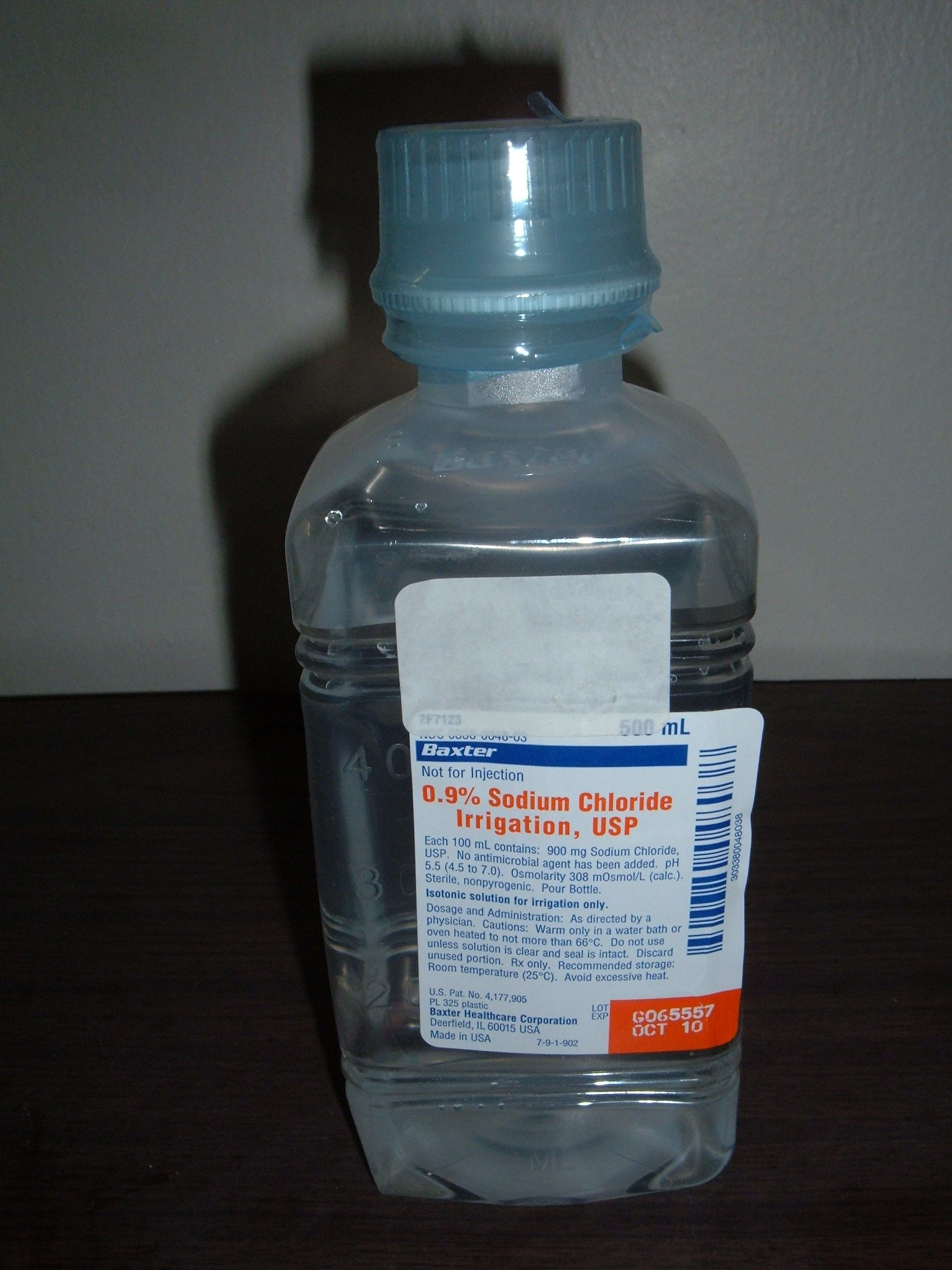